# 中田安彦 (実業家)
中田 安彦（なかた やすひこ、1931年 - ）は、日本の実業家、学術博士。サンコー創業者で、同社社長や、ダイエーローソン（現ローソン）社長、岡田屋会長、横浜岡田屋会長などを歴任した。

## 人物・経歴
東京府東京市大森区（現・東京都大田区）南馬込生まれ。1953年横浜国立大学経済学部を第1期生として卒業。大学ではグリークラブに所属。伊大知良太郎ゼミ出身。大学卒業後第一銀行（現みずほ銀行）入行。1958年岡田屋入社。1962年サンコー創業。1970年にはダイエー傘下入りし、サンコー社長のままダイエー取締役を兼務。1977年ダイエーローソン社長。1979年ダイエー取締役東京企画室長。1980年岡田屋副社長、横浜岡田屋副社長。1993年岡田屋会長、横浜岡田屋会長、丸岡商事会長。1999年中田研究室代表。2008年「流通小売業における成長と変革のマーケティング : 人間性と社会・環境性の視点から」により横浜国立大学博士（学術）の学位を取得。

## 著書
- 『「商い」は「飽きない」 : 実践的流通小売経営論』プレジデント社 2002年
- 『商いはまだまだ飽きない : 続・実践的流通小売経営論』プレジデント社 2006年